# Kinetik (kemi)
Inom kemi betecknar kinetik sambandet mellan rörelse och kemiska reaktioner och på vilket sätt processerna sker. Kinetikens grundläggande idéer är allmängiltiga och kan tillämpas på proteinveckning, fluorescens och adsorption såväl som på reaktioner. Reaktionskinetik handlar specifikt om hastigheten på dessa reaktioner och processer.
Kinetiska studier innefattar ofta experiment som studerar hur reaktionshastigheten beror på koncentrationer av ingående specier. Denna information sammanfattas av en hastighetsekvation, där reaktionshastigheten definieras som en derivata av en komponents koncentration över tiden. Ett exempel, om A och B reagerar för att bilda C (där [] betecknar koncentrationer):
{\displaystyle reaktionshastighet={\frac {d[C]}{dt}}=k[A]^{a}[B]^{b}}
k är hastighetskonstanten, och exponenterna a och b anger reaktionsordningen med avseende på varje reaktant. Den totala reaktionsordningen ges av {\displaystyle a+b+...}
Reaktionskinetik används också till att bekräfta eller avfärda mekanismförslag för kemiska reaktioner. Hur reaktioner sker, vilka reaktanter eller intermediärer som deltar i olika steg, avgör hastighetens beroende på koncentrationer och andra omständigheter. Från en given mekanism kan hastighetsuttrycket härledas och jämföras med experimentella resultat.
Den snabbaste reaktionen, som är kinetiskt gynnad, ger inte alltid upphov till den stabilaste produkten, som är termodynamiskt gynnad. Detta ger upphov till kinetisk respektive termodynamisk kontroll av reaktioner. Det klassiska exemplet är kol, där grafit är den mest stabila formen vid standardtryck och -temperatur. Termodynamiskt borde därför diamant omvandlas till grafit, något som inte verkar ske. Detta förklaras med att diamant är kinetiskt stabilt, det vill säga fasomvandlingen sker så långsamt att vi inte märker av processen.